# Du gamla, Du fria
Du gamla, du fria (Ó antiga, ó livre) é o hino nacional de facto da Suécia, pois nunca foi oficialmente adotado. A letra da autoria de Richard Dybeck, é acompanhada por uma melodia tradicional da província histórica da Västmanland. Foi apresentado pela primeira vez em 1844, num serão musical nórdico, e ganhou notoriedade a partir de 1890 com a ascensão do nacionalismo sueco.

## Letra original, normalmente usada
Du gamla, Du fria, Du fjällhöga Nord,

Du tysta, Du glädjerika sköna!

Jag hälsar Dig vänaste land uppå jord.

Din sol, Din himmel, Dina ängder gröna!

Din sol, Din himmel, Dina ängder gröna!

Du tronar på minnen från fornstora da'r,

då ärat Ditt namn flög över jorden.

Jag vet att Du är och Du blir vad du var.

Ja, jag vill leva jag vill dö i Norden!

Ja, jag vill leva jag vill dö i Norden!

## Letra original, com mais duas estrofes de Louise Ahlén, raramente usada
Du gamla, Du fria, Du fjällhöga Nord,

Du tysta, Du glädjerika sköna!

Jag hälsar Dig vänaste land uppå jord.

Din sol, Din himmel, Dina ängder gröna!

Din sol, Din himmel, Dina ängder gröna!

Du tronar på minnen från fornstora da'r,

då ärat Ditt namn flög över jorden.

Jag vet att Du är och Du blir vad du var.

Ja, jag vill leva jag vill dö i Norden!

Ja, jag vill leva jag vill dö i Norden!

Jag städs vill dig tjäna mitt älskade land,

din trohet till döden vill jag svära.

Din rätt, skall jag värna, med håg och med hand,

din fana, högt den bragderika bära. 

din fana, högt den bragderika bära. 

Med Gud skall jag kämpa, för hem och för härd,

för Sverige, den kära fosterjorden.

Jag byter Dig ej, mot allt i en värld

Nej, jag vill leva jag vill dö i Norden. 

Nej, jag vill leva jag vill dö i Norden.